# Park Miejski w Skierniewicach
Park Miejski w Skierniewicach – miejski park położony w środkowej części miasta po obu stronach rzeki Skierniewka (Łupia). Początki parku sięgają XIV wieku. Początkowo był to ogród przy dworze arcybiskupów. W parku znajdowały się kaskady, groty, altany, cztery sadzawki i tarasy nad brzegiem rzeki za czasów arcybiskupa Antoniego Kazimierza Ostrowskiego. Skierniewicki park upiększył Ignacy Krasicki, upodobniając go do parków w Smolanach.
W XVIII wieku przy Pałacu Prymasowskim istniała oranżeria z drzewkami pomarańczowymi, ogród włoski, sady oraz winnice.
W latach 1830–1845 ogrody i park gruntownie przebudowano, tworząc park krajobrazowy.
Z parkiem stykają się jedne z najważniejszych zabytków miasta Skierniewic: Pałac Prymasowski, Pałacowa Brama Wjazdowa, Willa Aleksandria. Blisko sto lat skierniewicki park pozostawiony był sam sobie. Nie modernizowano i nie polepszano parku. Dopiero w 2012 roku podjęto uchwałę o przywróceniu świetności parku między innymi dzięki dofinansowaniu środków pieniężnych Unii Europejskiej. 
W parku znajdowała się muszla koncertowa (zlikwidowana w 2013 r.). W miejscu zlikwidowanej muszli koncertowej powstała scena kameralna w której będą mogły się odbywać, m.in. koncerty kameralne, W parku przez wiele lat znajdowała się restauracja Urocza (spłonęła na początku lat dziewięćdziesiątych).
Powierzchnia parku wynosi 42 hektary. Park jest oświetlony i posiada cztery kładki oraz jedną wysepkę w południowej części parku.
Park oświetlony wzdłuż wszystkich alejek. Oficjalne otwarcie Parku Miejskiego po rewitalizacji odbyło się 16 września 2014 z udziałem ówczesnego prezydenta RP Bronisława Komorowskiego.
Park jest jedynym parkiem w granicach administracyjnych miasta Skierniewic.

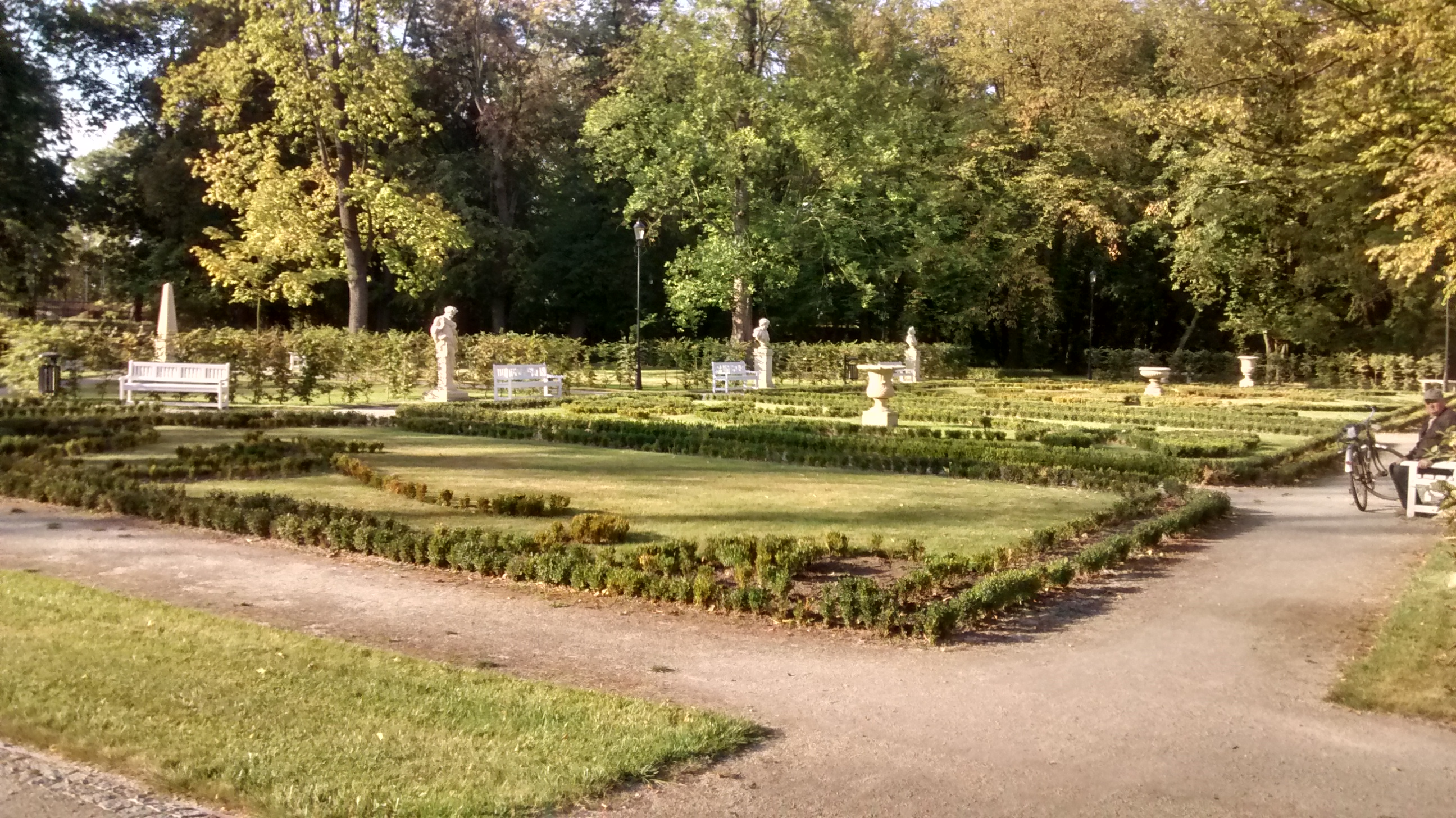
Park Miejski w Skierniewicach (2016 r.)
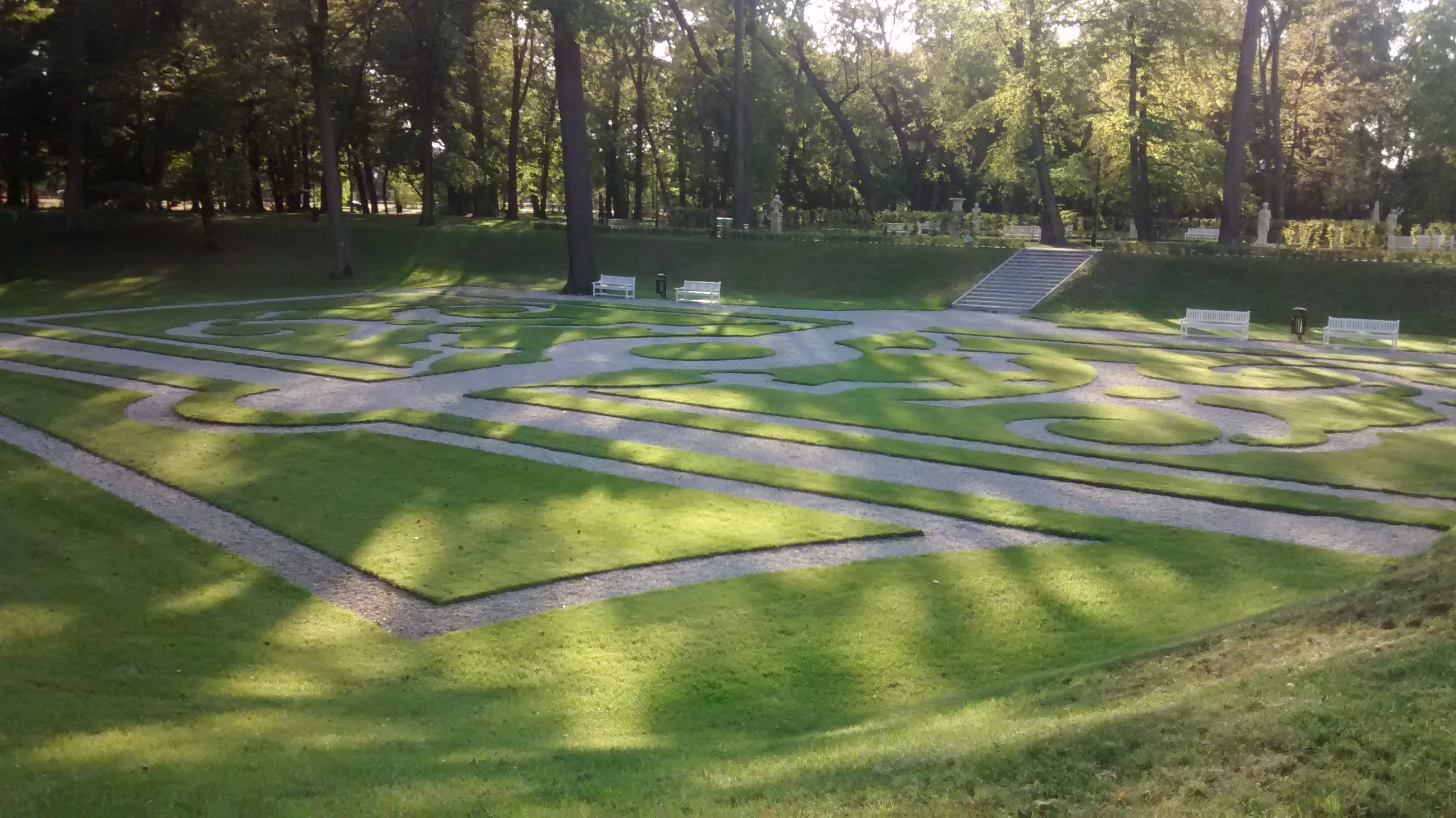
Park Miejski (wrzesień 2016)
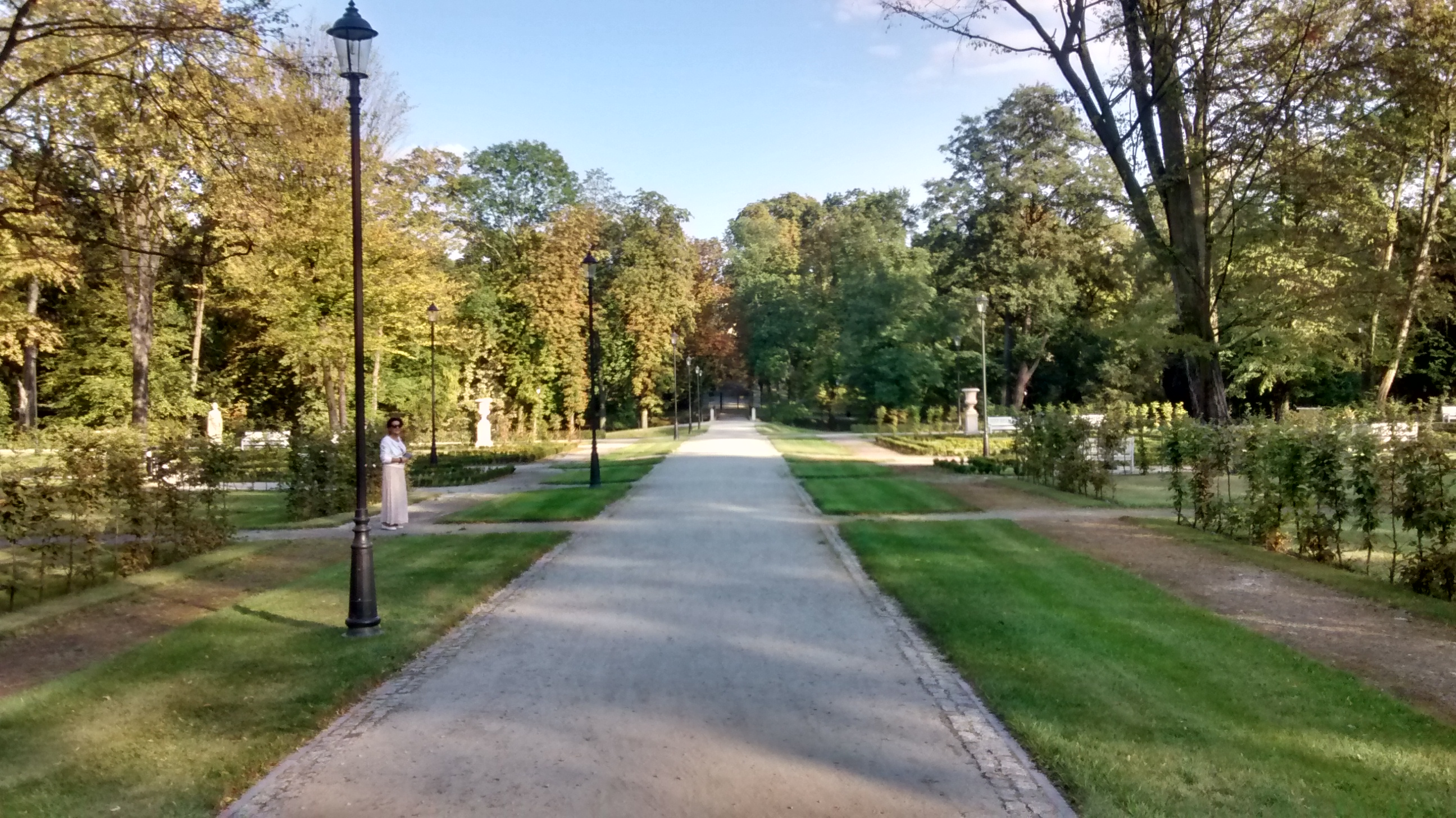
Jedna z alei w parku
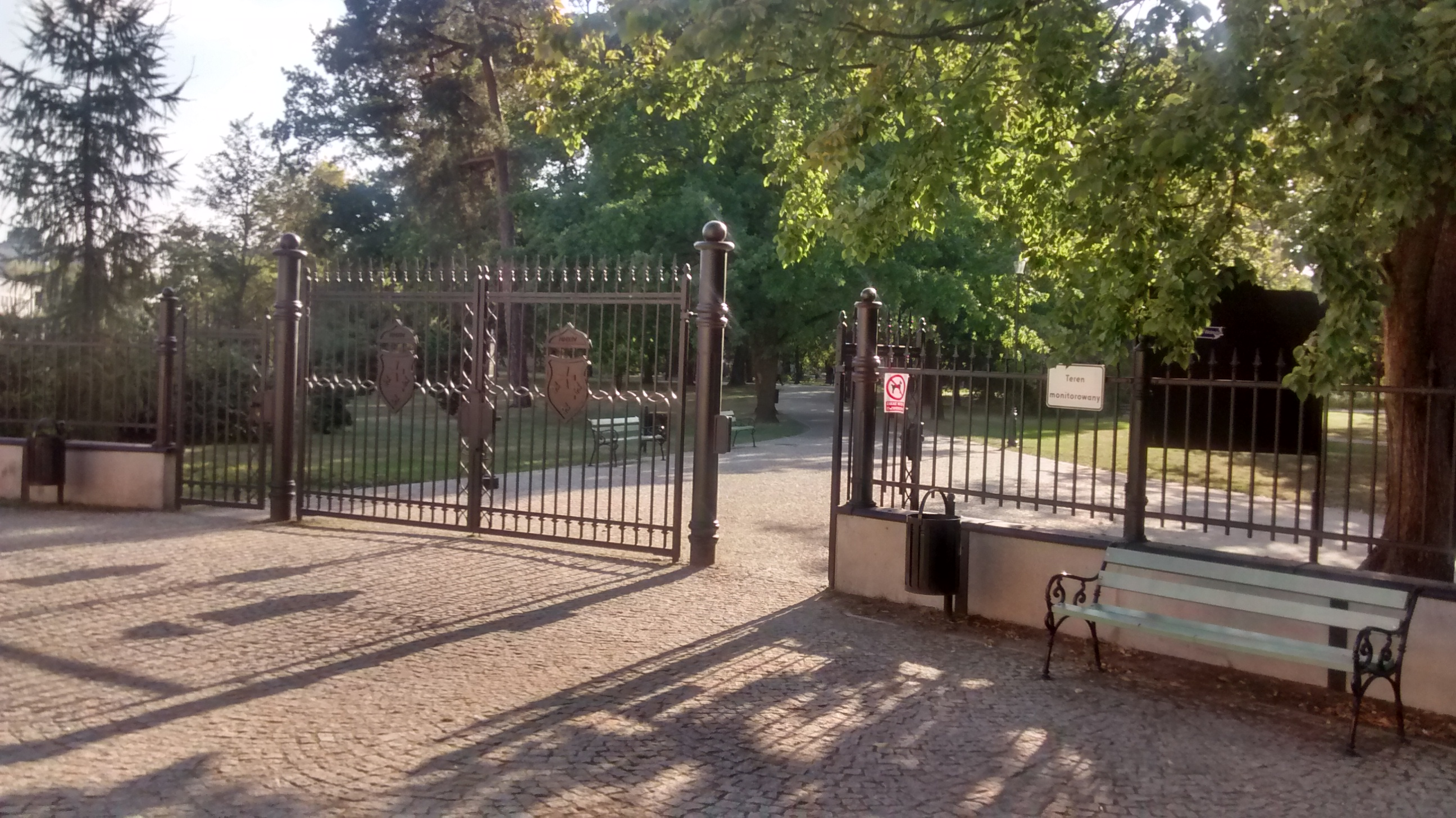
Główne wejście do Parku Miejskiego
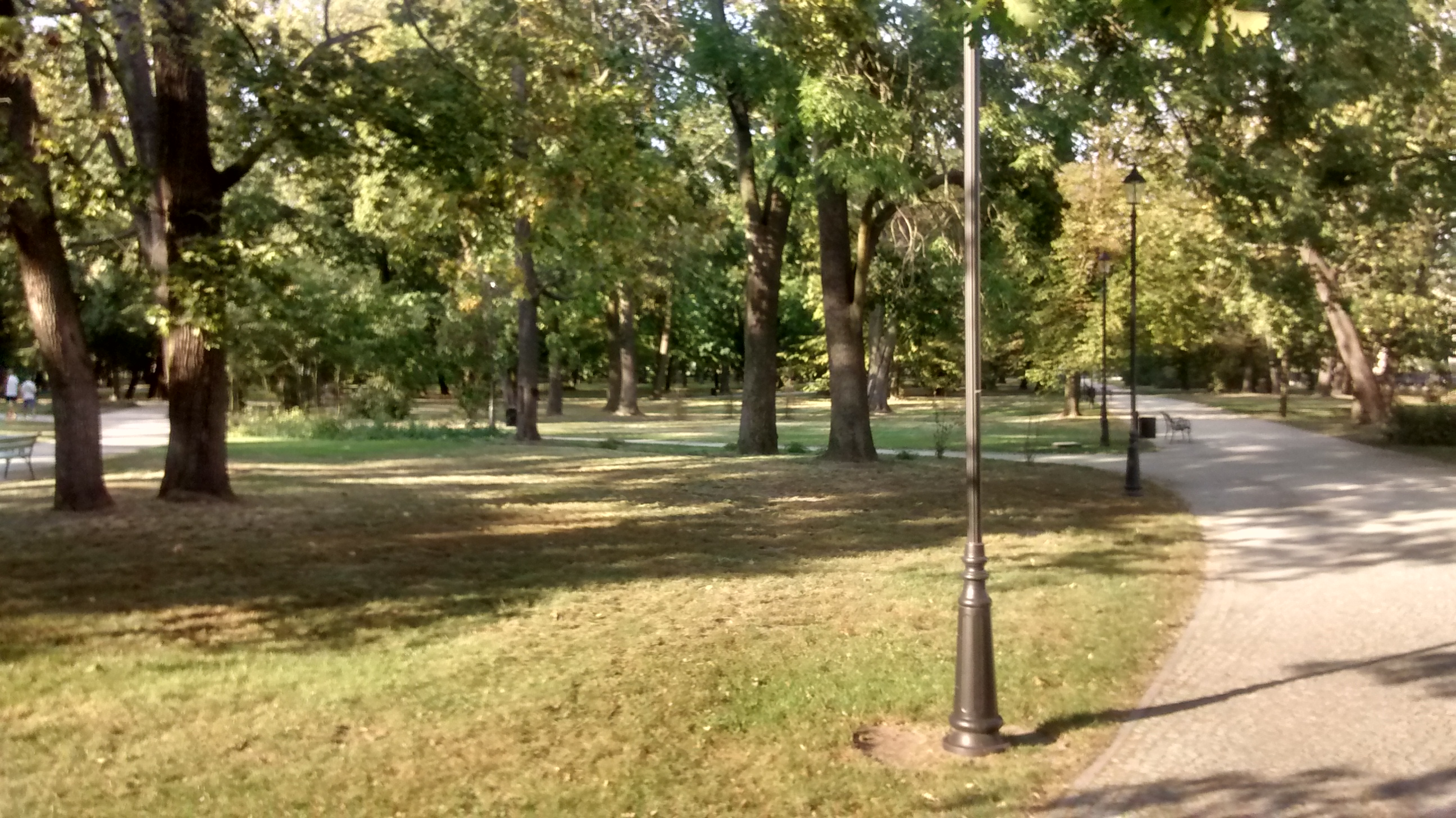
Park (wrzesień 2016)
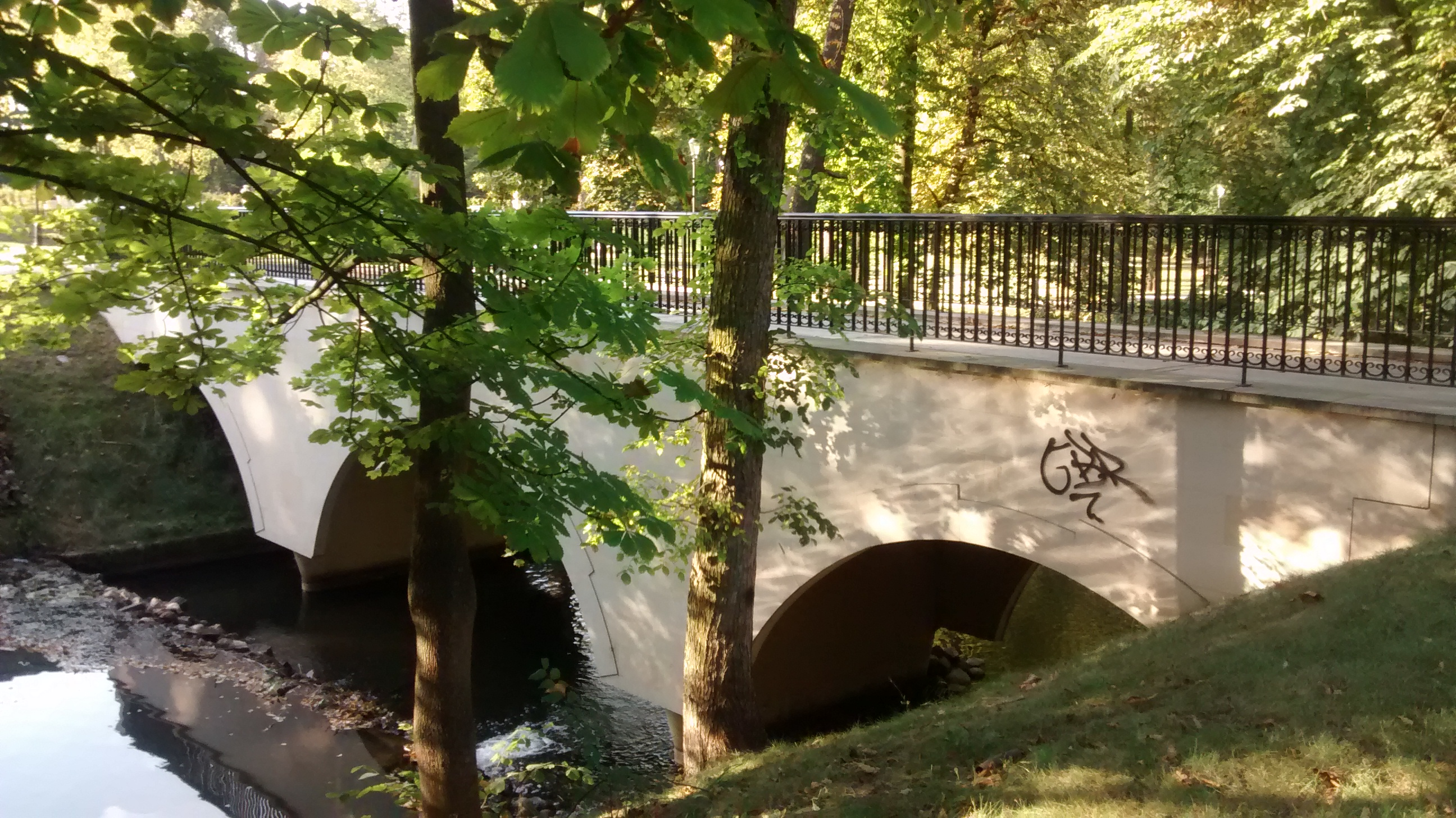
Most w parku nad rzeką Skierniewka
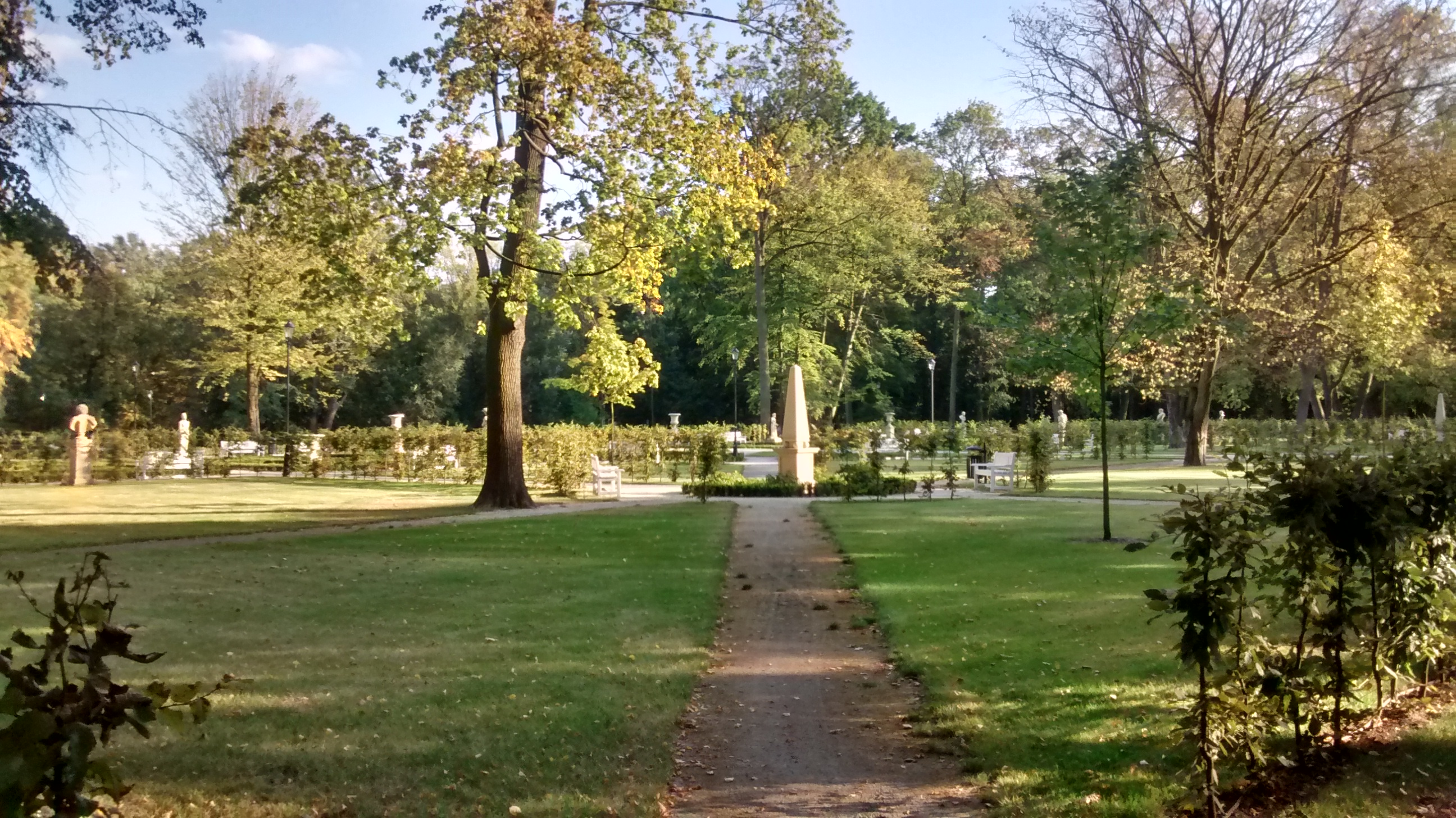
Park jesienią 2016 r.
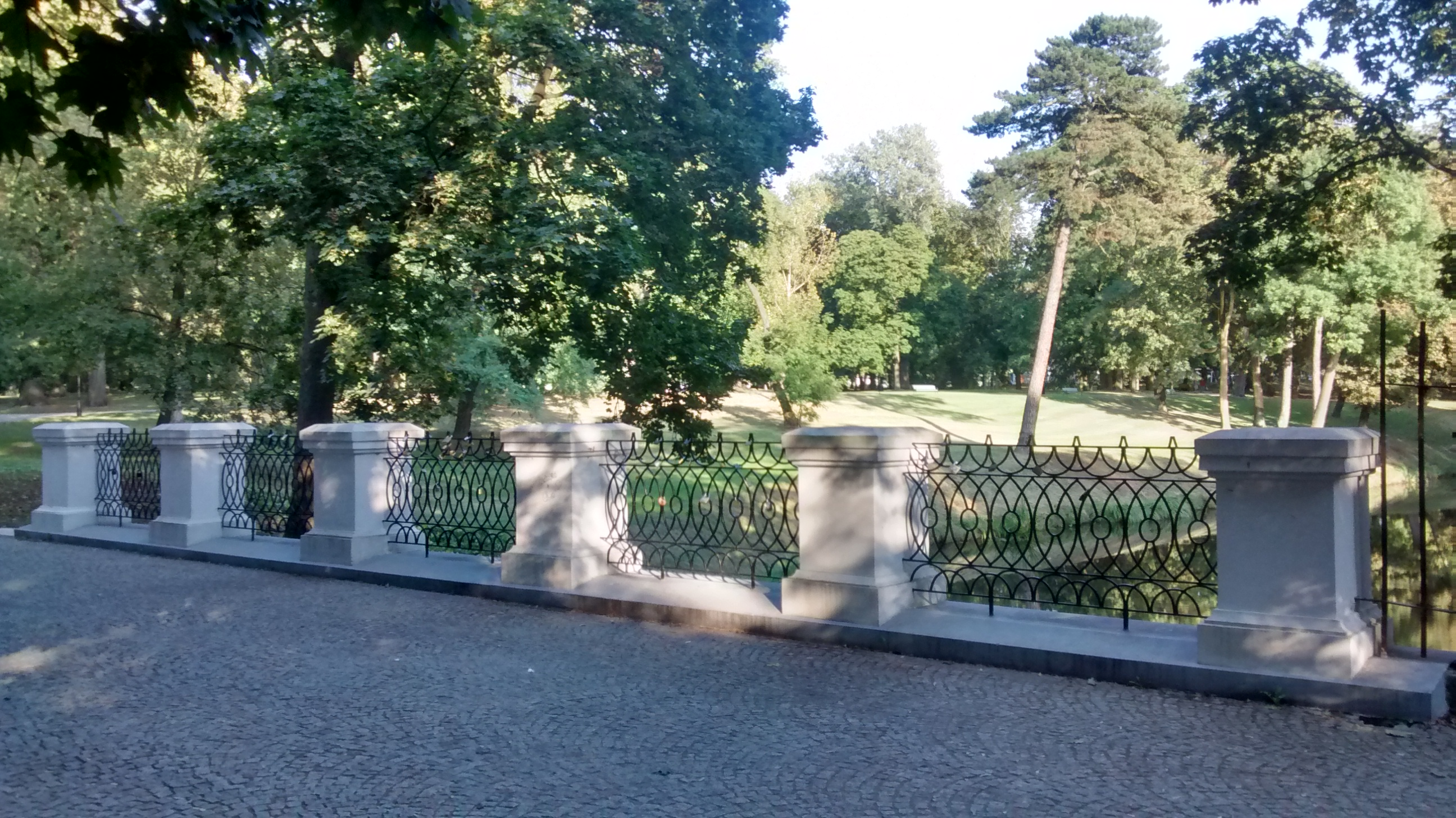
Most przy Pałacu Prymasowskim w parku
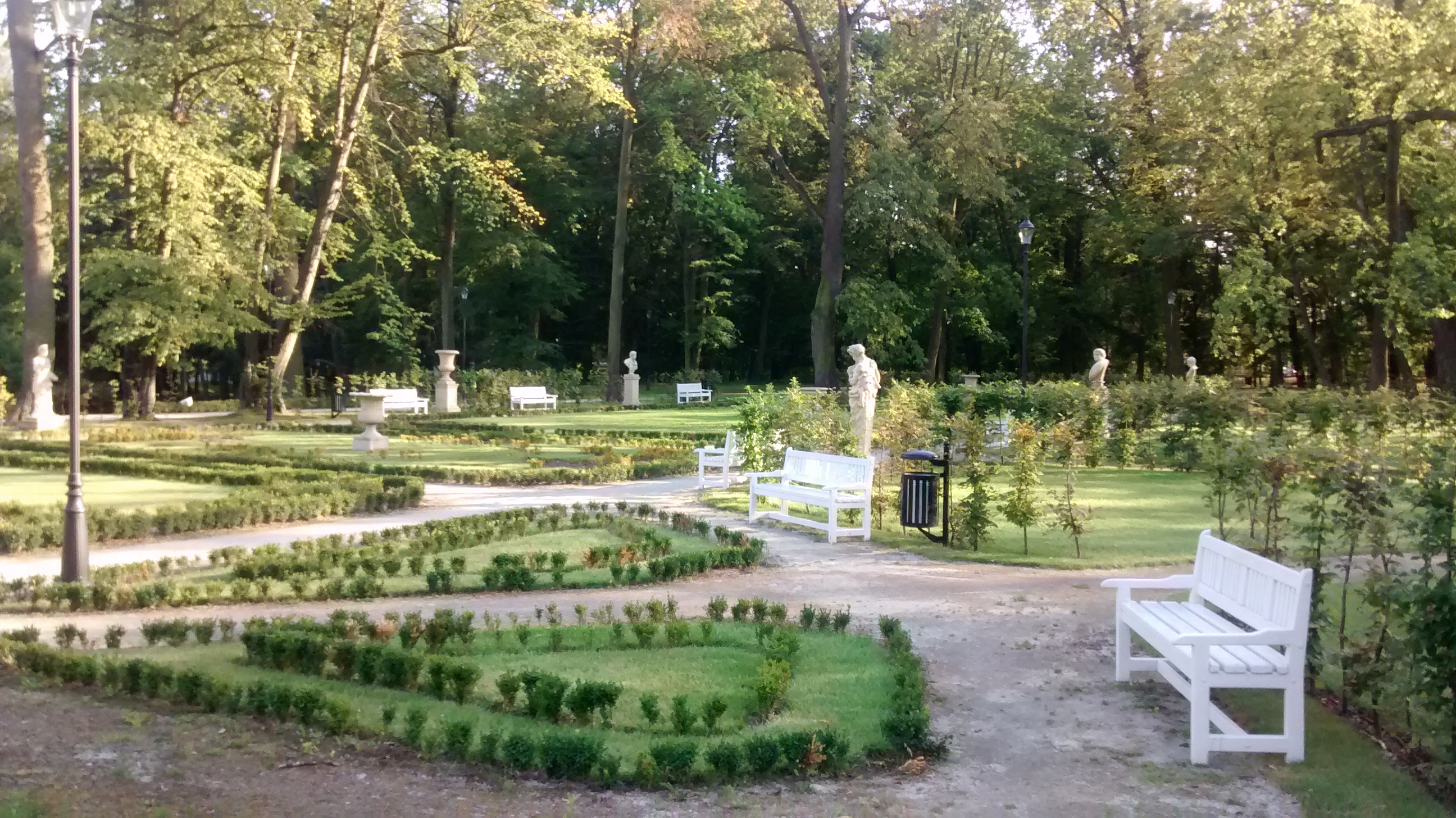
Park Miejski w Skierniewicach
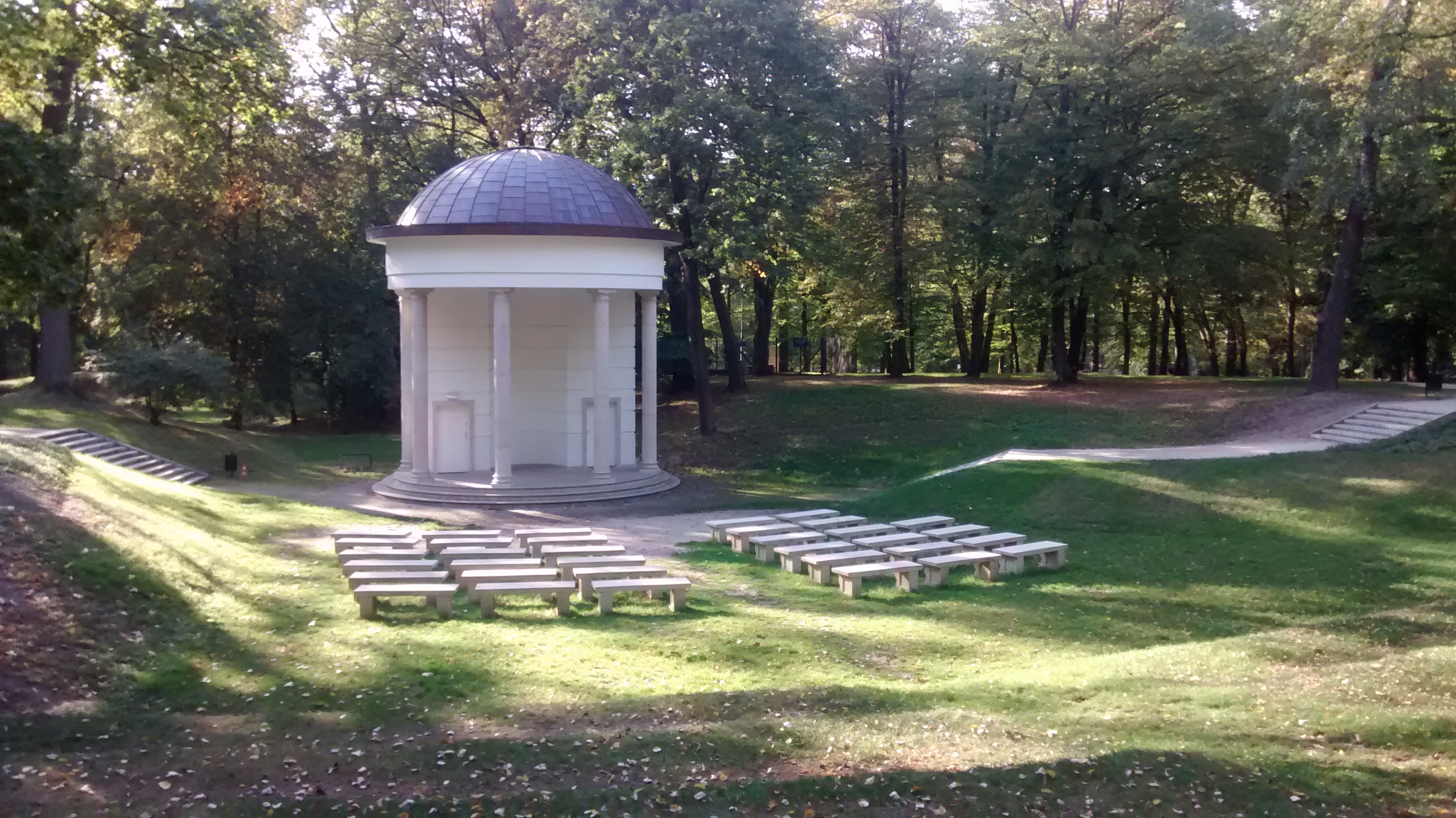
Scena Kameralna w Parku Miejskim
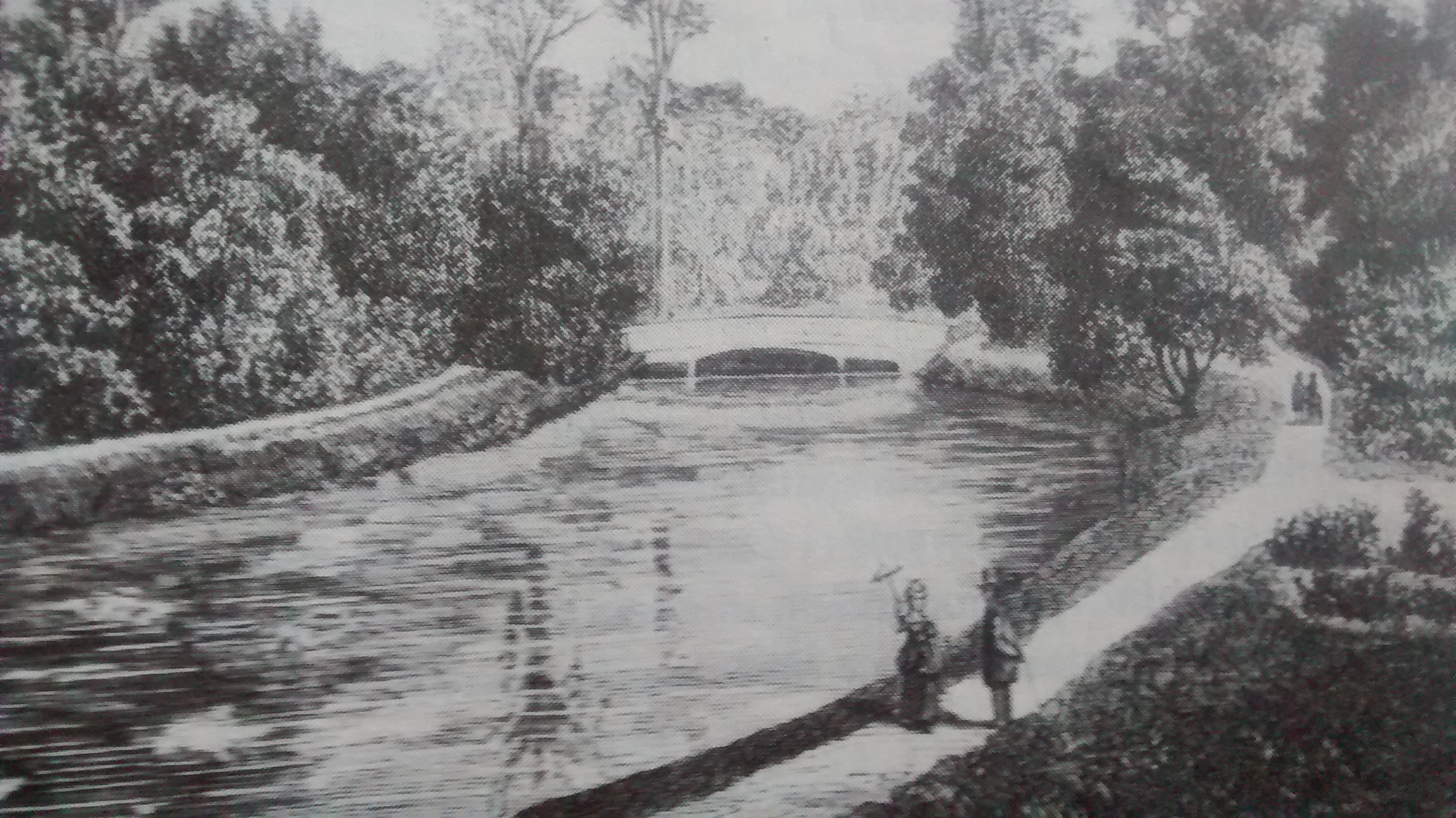
Park w 1914 roku